# Ellis Yarnal Berry
Ellis Yarnal Berry (6 de octubre de 1902 - 1 de abril de 1999) fue un abogado, editor de periódicos y político estadounidense, elegido para la Cámara de Representantes de los Estados Unidos por Dakota del Sur. Ocupó el cargo durante diez mandatos consecutivos, entre 1951 y 1971.

## Primeros años y educación
Fue estudiante en el Morningside College desde 1920 hasta 1922. Se trasladó a la Universidad de Dakota del Sur, donde completó su trabajo universitario y estudió derecho, graduándose con el título de abogado en 1927. Fue admitido en el colegio de abogados ese mismo año bajo el privilegio del diploma .

## Carrera

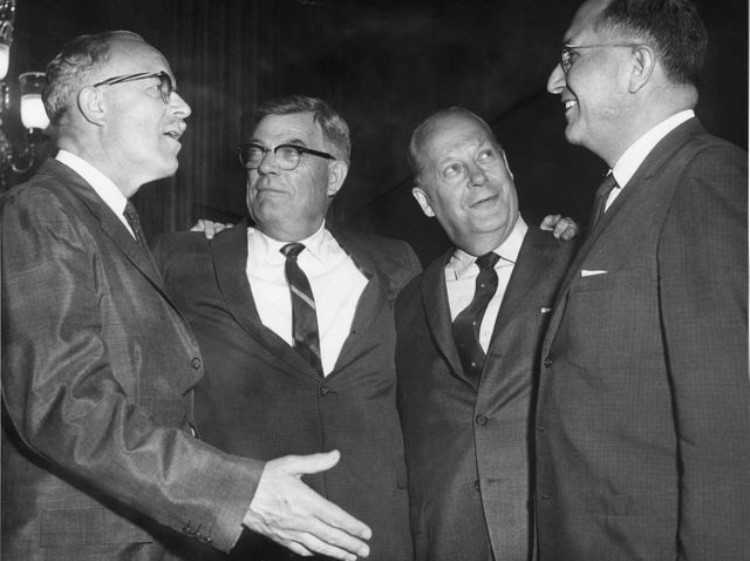
Delegación del Congreso de Dakota del Sur en el 87º Congreso de los Estados Unidos.
De izquierda a derecha: Ellis Y. Berry, Joseph H. Bottum, Karl E. Mundt y Ben Reifel.

Berry comenzó su práctica legal en Kennebec, Dakota del Sur ; dos años más tarde, se mudó a McLaughlin. Fue elegido fiscal del estado, juez del tribunal de sucesiones del condado de Corson y alcalde de McLaughlin. Se desempeñó como editor del periódico Mclaughlin Messenger a partir de 1938. Fue editor del State Bar Association Journal desde 1938 hasta 1950.

### Política
Berry fue elegido para el Senado del Estado de Dakota del Sur desde 1938 hasta 1942, un total de dos mandatos.
En 1950, Berry fue elegido como republicano para la Cámara de Representantes de los Estados Unidos y reelegido nueve veces consecutivas, retirándose en 1971. A partir de 1952, también publicó McIntosh News y Morristown World .
En 1966, el periodista Drew Pearson informó que Berry formaba parte de un grupo de cuatro congresistas que habían recibido el premio "Estadista de la República" de Liberty Lobby por sus "actividades de derecha". Berry votó a favor de las Leyes de Derechos Civiles de 1957, 1960, y 1968, y la Ley de Derechos Electorales de 1965, pero votó en contra de la Ley de Derechos Civiles de 1964 y de la 24.ª Enmienda a la Constitución de los Estados Unidos.

### Carrera posterior y muerte
Después de retirarse del Congreso, Berry se estableció en Rapid City, Dakota del Sur .
Vivió allí hasta su muerte en 1999.

## Legado y honores
- Después de retirarse del Congreso en 1971, donó sus documentos a la Universidad Estatal de Black Hills. La Colección Berry se encuentra en el Centro de Aprendizaje de la Biblioteca EY Berry de la Universidad Estatal de Black Hills y consta de más de 500 cajas de materiales manuscritos.
- El Centro de Aprendizaje-Biblioteca de BHSU lleva el nombre del congresista Berry.
- Se ha atribuido incorrectamente al congresista Berry la Enmienda Berry, que se aprobó en 1941, antes de que el congresista Berry se uniera a la Cámara.[8]